# Mezilaurus crassiramea
Mezilaurus crassiramea là loài thực vật có hoa trong họ Nguyệt quế. Loài này được (Meisn.) Taub. ex Mez miêu tả khoa học đầu tiên năm 1892.